# Polyrhachis excisa
Polyrhachis excisa är en myrart som beskrevs av Mayr 1867. Polyrhachis excisa ingår i släktet Polyrhachis och familjen myror. Inga underarter finns listade i Catalogue of Life.